# Stazione di Fontano-Saorgio
La stazione di Fontano-Saorgio (in francese Fontan-Saorge) è una stazione ferroviaria della linea Cuneo-Ventimiglia a servizio dei comuni francesi di Fontan e Saorgio.
L'impianto, aperto il 30 ottobre 1928, era in origine la prima stazione francese ad essere incontrata dai treni provenienti da Cuneo; come San Dalmazzo di Tenda e Piena, anch'esse stazioni di frontiera, era dotata dei servizi di dogana e di controllo di polizia.
Inizialmente gestita dalla Compagnie des chemins de fer de Paris à Lyon et à la Méditerranée (PLM), passò alla Société nationale des chemins de fer français (SNCF) il 1º gennaio 1938.

La gestione SNCF venne interrotta durante l'occupazione italiana (1940-1943) dal subentro delle Ferrovie dello Stato (FS); in questo periodo la stazione venne ribattezzata "Fontano".
Rimase isolata dal resto della rete dopo la distruzione di ponti e gallerie da parte dei tedeschi in ritirata tra il 15 e il 26 aprile 1945.
Dopo trentacinque anni di inattività, fu riaperta il 6 ottobre 1979, giorno dell'inaugurazione della Cuneo-Ventimiglia ricostruita.

## Storia

### Le fasi realizzative
La stazione di Fontan-Saorgio fu completata nel 1927 e venne aperta all'esercizio il 30 ottobre 1928 assieme al tronco in territorio francese di 19,1 km tra le due frontiere che dividevano allora in tre parti la valle Roia.

Dato il carattere particolare del tronco di linea, su cui operavano sia la Compagnia Paris-Lyon-Méditerranée (PLM) che le Ferrovie dello Stato (FS), l'inaugurazione della stazione venne preceduta dal passaggio un "treno ufficiale di ricognizione" PLM che il 10 ottobre 1928 ispezionò il settore francese della ferrovia e da un analogo treno FS che il 26 ottobre fece altrettanto sull'intera Cuneo-Ventimiglia.
Il piazzale fu equipaggiato con la linea di contatto bifilare in occasione dell'elettrificazione in corrente alternata trifase a 3,6 kV-16⅔ Hz della tratta tra le stazioni di San Dalmazzo di Tenda e Piena, che venne esercita a trazione elettrica a partire dal 21 aprile 1935.

L'adozione della trazione elettrica provocò indirettamente la fine delle tre navette PLM che collegavano Breglio a Fontan-Saorgio, allora le uniche stazioni francesi della Cuneo-Ventimiglia. I canoni che dovevano essere versati alle FS per la trazione elettrica di questi treni risultarono infatti sproporzionati all'entità del servizio, che venne conseguentemente soppresso nonostante le proteste dei due comuni. L'accesso all'ultima stazione francese venne quindi assicurato con i treni accelerati FS in coincidenza con quelli provenienti da Nizza e con autobus PLM in servizio navetta.
Il 1º gennaio 1938 la gestione della stazione passò dalla PLM alla neocostituita Société Nationale des Chemins de fer Français (SNCF).

### Le vicende belliche e l'occupazione italiana
Nella notte fra il 10 e l'11 giugno 1940, in conseguenza della dichiarazione di guerra da parte dell'Italia, il capo stazione di Fontano-Saorgio, dopo aver provveduto alla rimozione di due spezzoni di rotaia alla frontiera del vallone di Paganine, lasciò la val Roia assieme agli ultimi ferrovieri SNCF per portarsi a Nizza. Nella stessa notte i genieri del 15º Corpo d'Armata francese fecero saltare il ponte di Saorge, situato poco a sud della stazione, interrompendo così le comunicazioni ferroviarie con l'Italia.
L'armistizio italo-francese del 24 giugno 1940 sancì l'occupazione da parte italiana dell'intero versante sinistro della valle Roia, che divenne operativa a partire dall'8 luglio. Il tratto di linea di 8,5 km tra la frontiera nord (vallone di Paganine) e il ponte distrutto di Saorgio, comprendente la stazione di Fontan-Saorgio ribattezzata «Fontano», passò dunque sotto l'amministrazione delle Ferrovie dello Stato (FS) che vi fecero giungere una delle tre coppie di accelerati provenienti da Torino, prolungandone la corsa da San Dalmazzo di Tenda.
La commissione d'armistizio fece quindi intraprendere, a partire dall'8 agosto, la ricostruzione del ponte di Saorgio per mezzo di una travata metallica provvisoria, la cui posa venne portata a termine dai genieri italiani che ristabilirono la continuità della linea il 28 novembre successivo, permettendo alle FS di ripristinare la circolazione ferroviaria con una coppia di diretti e tre coppie di accelerati tra Cuneo e Ventimiglia. Il ponte venne poi ricostruito in muratura, secondo il disegno originario, nella primavera del 1941.
Con l'armistizio separato firmato l'8 settembre 1943 da Badoglio la valle Roia precipitò nel caos e vide la progressiva avanzata dell'esercito tedesco. Il personale FS in servizio a Fontano abbandonò la stazione nella notte tra il 10 e l'11 settembre per dirigersi a San Dalmazzo di Tenda assieme ai ferrovieri italiani giunti da Breglio con un carrello a motore. Questi furono gli ultimi a transitare sul ponte di Saorgio, che venne fatto saltare, per la seconda volta, dagli artificieri del «7º Alpini» intorno alle 2 del mattino.

Il passaggio dei treni a Fontano-Saorgio riprese il 2 gennaio 1944 dopo il ripristino provvisorio del ponte da parte dei genieri tedeschi, che fecero uso di travate metalliche appoggiate su spalle in cemento, ma cessò definitivamente tra novembre e dicembre 1944 a causa dei ripetuti bombardamenti aerei alleati che danneggiarono diversi manufatti. Non si trattava di danni gravi, ma non venne ritenuto conveniente ripararli per l'eccessiva vicinanza del fronte che aveva ormai raggiunto Breglio.
Tra il 15 e il 26 aprile 1945 l'esercito tedesco in ritirata operò la distruzione sistematica dei principali viadotti e gallerie della linea. La stazione di Fontan-Saorgio, pur uscendone intatta, rimase completamente isolata dalla rete ferroviaria per il crollo del ponte di Saorgio, fatto saltare per la terza volta, della galleria «Saint Roch», tra il suddetto ponte e la stazione, e del viadotto «Scarassouï», situato qualche chilometro più a nord verso il confine italiano.

### L'abbandono e la riapertura
Nel dopoguerra le FS intrapresero la ricostruzione della parte di loro competenza della Cuneo-Ventimiglia, raggiungendo la stazione di Vievola il 22 dicembre 1946, dove si arrestarono in seguito alla firma del trattato di pace del 10 febbraio 1947, che prevedeva la cessione di Tenda e Briga Marittima alla Francia.

Sul lato sud la SNCF provvide alla ricostruzione della Breglio-Nizza che venne riaperta il 20 aprile 1947, ma non andò oltre.
Il nuovo confine in valle Roia fu un forte ostacolo per la ricostruzione della Cuneo-Ventimiglia, la cui parte francese non venne ripristinata nonostante le promesse fatte alle popolazioni di Tenda e Briga Marittima in occasione del referendum che avrebbe sancito il loro passaggio alla Francia. Anche le richieste dei comuni francesi di Fontan e Saorgio, rimasti ferroviariamente isolati dalla madrepatria, caddero nel vuoto: il 10 maggio 1947 il consiglio comunale di Fontan reclamò il proseguimento dei lavori di ripristino oltre Breglio, ma, nonostante le promesse ministeriali, non vennero sbloccati i fondi e le comunicazioni vennero provvisoriamente ristabilite con un servizio di autobus con corse prolungate su Tenda e Limone in coincidenza con le FS.

La stazione di Fontan-Saorgio, inservibile per l'esercizio ferroviario ma con il fabbricato viaggiatori in discrete condizioni, venne utilizzata negli anni successivi come colonia di vacanze per i figli dei ferrovieri francesi, uso che continuò anche dopo la riapertura della linea nel 1979.
Dopo decenni di reiterate richieste da parte delle popolazioni dei comuni italiani e francesi attraversati dalla Cuneo-Ventimiglia e di disinteresse da parte dei rispettivi governi, la situazione si sbloccò il 24 giugno 1970 con la firma di una convenzione italo-francese per la ricostruzione della ferrovia, ma per il ripristino del tratto in territorio transalpino fu necessario attendere fino al 1º febbraio 1976, data ufficiale di inizio dei lavori.
Con la posa del nuovo binario, che raggiunse la stazione di Fontan-Saorgio il 15 dicembre 1978, vennero ristabiliti il binario di corsa e quello di incrocio, mentre il fascio merci venne soppresso. Vennero quindi installate le apparecchiature di segnalamento e sicurezza e la stazione ritornò in esercizio commerciale il 7 ottobre 1979, giorno successivo a quello della seconda inaugurazione della linea.

Alla riapertura al traffico, con l'alta valle Roia francese, Fontan-Saorgio perse quel ruolo di importanza che le aveva conferito la sua condizione di stazione di frontiera.

## Strutture e impianti
Stazione su linea a semplice binario comprendente fabbricato viaggiatori, magazzino merci e piano caricatore. Quota del piano del ferro: 449,115 m s.l.m..
Il suo carattere di semi internazionalità tra Breglio e la frontiera nord gli valse da parte francese la dotazione di un fabbricato viaggiatori lungo 44 m che ospitava i servizi doganali, che non vennero ripristinati alla riapertura della stazione nel 1979 per lo spostamento a nord del confine intervenuto nel 1947.

### Configurazione del piazzale
Il piazzale era dotato in origine di due binari passanti serviti da marciapiedi per il servizio viaggiatori e da un fascio merci composto da tre tronchini, un binario di tiraggio e un binario trasversale raccordato con due piattaforme girevoli per la manovra dei carri..

Con la riapertura al traffico della Cuneo-Ventimiglia (6 ottobre 1979) vennero ripristinati solamente i binari viaggiatori, portandoli ad una lunghezza utile di 800 m.

### Modalità di trazione
- Trazione a vapore fino al 20 aprile 1935[7].
- Elettrificazione in corrente alternata trifase a 3,6 kV-16⅔ Hz dell'intero piazzale attivata il 21 aprile 1935[7].
- Smantellamento dei resti dell'elettrificazione trifase a partire dal 1976, congiuntamente con la bonifica della linea dagli ordigni bellici e la rimozione dei binari[31].
- Trazione termica dalla riapertura della Cuneo-Ventimiglia nel 1979[32].

### Impianti di segnalamento e sicurezza
A seguito di un accordo italo-francese la stazione venne attrezzata in origine con il sistema di segnalamento italiano.
Dalla riapertura della Cuneo-Ventimiglia nel 1979 la situazione è la seguente:
- Segnalamento di avviso, protezione e partenza con 8 segnali di tipo francese con indicazioni luminose conformi al regolamento segnali FS[33].
- Apparato centrale elettrico ad itinerari di tipo francese (Poste d'aiguillage tout relais à transit souple - PRS) telecomandato dalla stazione di Breglio[33].
- Deviatoi a manovra elettrica equipaggiati con dispositivo di riscaldamento antighiaccio[34] ed autorizzati per una velocità di 60 km/h sul ramo deviato[27].
- Circolazione treni in regime di blocco conta-assi SNCF[33].
- Stazione impresenziata[33].